# Benito Sarti
Benito Sarti (Padova, 23 luglio 1936 – Padova, 4 febbraio 2020) è stato un calciatore italiano, di ruolo difensore.

## Caratteristiche tecniche
Impiegato preferibilmente come terzino, all'occorrenza ben si disimpegnò anche come centromediano.

## Carriera
Figlio di un ortolano, si formò nella squadra della sua città, il Padova, con cui esordì in Serie A durante il campionato 1955-1956. Nel 1957 passò alla Sampdoria e poi, nel 1959, venne acquistato dalla Juventus per circa 80 milioni di lire; a Torino partecipò alla fase conclusiva del ciclo del Trio Magico. Il 9 novembre 1958 aveva debuttato in nazionale a Parigi, in un'amichevole contro la Francia terminata sul 2-2.
Sul finire del 1962, nel corso della classica contro il Milan, si fratturò il menisco rimanendo fermo per due mesi. L'infortunio gli costò la maglia azzurra: dopo quello stop, infatti, Sarti non fu più convocato in nazionale. Con la Juventus, club a cui legò la maggior parte della carriera militandovi per nove stagioni, vinse tre scudetti e tre Coppe Italia. Lasciò i bianconeri nel 1968, abbandonando il calcio dopo una breve parentesi con il Varese.
In Serie A collezionò in totale 296 presenze e 1 gol.

## Statistiche

### Cronologia presenze e reti in nazionale
| Cronologia completa delle presenze e delle reti in nazionale ― Italia | Cronologia completa delle presenze e delle reti in nazionale ― Italia | Cronologia completa delle presenze e delle reti in nazionale ― Italia | Cronologia completa delle presenze e delle reti in nazionale ― Italia | Cronologia completa delle presenze e delle reti in nazionale ― Italia | Cronologia completa delle presenze e delle reti in nazionale ― Italia | Cronologia completa delle presenze e delle reti in nazionale ― Italia | Cronologia completa delle presenze e delle reti in nazionale ― Italia |
| Data                                                                  | Città                                                                 | In casa                                                               | Risultato                                                             | Ospiti                                                                | Competizione                                                          | Reti                                                                  | Note                                                                  |
| --------------------------------------------------------------------- | --------------------------------------------------------------------- | --------------------------------------------------------------------- | --------------------------------------------------------------------- | --------------------------------------------------------------------- | --------------------------------------------------------------------- | --------------------------------------------------------------------- | --------------------------------------------------------------------- |
| 9-11-1958                                                             | Parigi                                                                | Francia                                                               | 2 – 2                                                                 | Italia                                                                | Amichevole                                                            | -                                                                     |                                                                       |
| 1-11-1959                                                             | Praga                                                                 | Cecoslovacchia                                                        | 2 – 1                                                                 | Italia                                                                | Coppa Internazionale                                                  | -                                                                     |                                                                       |
| 29-11-1959                                                            | Firenze                                                               | Italia                                                                | 1 – 1                                                                 | Ungheria                                                              | Coppa Internazionale                                                  | -                                                                     |                                                                       |
| 6-1-1960                                                              | Napoli                                                                | Italia                                                                | 3 – 0                                                                 | Svizzera                                                              | Coppa Internazionale                                                  | -                                                                     |                                                                       |
| 13-3-1960                                                             | Barcellona                                                            | Spagna                                                                | 3 – 1                                                                 | Italia                                                                | Amichevole                                                            | -                                                                     |                                                                       |
| 15-6-1961                                                             | Firenze                                                               | Italia                                                                | 4 – 1                                                                 | Argentina                                                             | Amichevole                                                            | -                                                                     |                                                                       |
| Totale                                                                |                                                                       | Presenze                                                              | 6                                                                     |                                                                       | Reti                                                                  | 0                                                                     |                                                                       |

## Palmarès

### Club

#### Competizioni nazionali
- Coppa Italia: 3

Juventus: 1958-1959, 1959-1960, 1964-1965
- Campionato italiano: 3

Juventus: 1959-1960, 1960-1961, 1966-1967

#### Competizioni internazionali
- Coppa delle Alpi: 1

Juventus: 1963